# اتا لمون
مارگارتا اتا لوئیزا لمون (۲۲ نوامبر ۱۸۶۰–۸ ژوئیه ۱۹۵۳) متخصص بریتانیایی حفاظت از پرندگان و یکی از اعضای بنیانگذار انجمن سلطنتی برای حفاظت از پرندگان (RSPB) بود. او در یک خانواده مسیحی در کنت زاده شد و پس از مرگ پدرش به‌طور فزاینده ای علیه استفاده از پر در کلاه سازی که منجر به کشته شدن پرنده‌ها به خاطر پرهایشان شده بود، مبارزه کرد. او گروه خز، باله و پر را با الیزا فیلیپس در کرودون در سال ۱۸۸۹ تأسیس کرد، که دو سال بعد با انجمن حمایت از پرندگان (SPB) مستقر در منچستر امیلی ویلیامسون که در سال ۱۸۸۹ تأسیس شد، ادغام گشت. سازمان جدید عنوان SPB را پذیرفت و قانون اساسی جامعه ادغام شده توسط فرانک لمون نوشته شد که مشاور حقوقی آن شد. اتا در سال ۱۸۹۲ با فرانک لمون ازدواج کرد و به عنوان خانم لمون اولین منشی افتخاری SPB شد و این سمت را تا سال ۱۹۰۴ زمانی که انجمن به RSPB تبدیل شد حفظ کرد.
لمون‌ها برای بیش از سه دهه رهبری RSPB را بر عهده داشتند، اگرچه محافظه کاری، مدیریت مستبدانه اتا و مخالفت با پرنده‌شناسی علمی به‌طور فزاینده ای منجر به درگیری با کمیته این سازمان شد. او در سال ۱۹۳۸ در سن ۷۹ سالگی تحت فشار قرار گرفت تا از نقش رهبری خود استعفا دهد. در دوران تصدی وی، قانون واردات پر (ممنوعیت) ۱۹۲۱ تجارت بین‌المللی پر را محدود کرد، اما مانع از فروش یا پوشیدن پرها نشد.
لمون در سال ۱۹۲۰ به دلیل مدیریت بیمارستان جنگ ردهیل در طول جنگ جهانی اول به عضویت سفارشی امپراتوری بریتانیا گماشته شد. او برای بسیاری از سازمان‌های دیگر، از جمله بیمارستان رویال ارلزوود، لیگ ملی ضد حق رای زنان، و شعبه صلیب سرخ محلی کار می‌کرد. لمون یکی از اولین چهار عضو افتخاری زن اتحادیه پرنده شناسان بریتانیا (BOU) بود که در سال ۱۹۰۹ پذیرفته شد، اگرچه او هرگز خود را پرنده‌شناس نمی‌دانست. او در سال ۱۹۵۳ در سن ۹۲ سالگی در ردهیل درگذشت و در کنار همسرش در گورستان ریگیت به خاک سپرده شد.

## اوایل زندگی

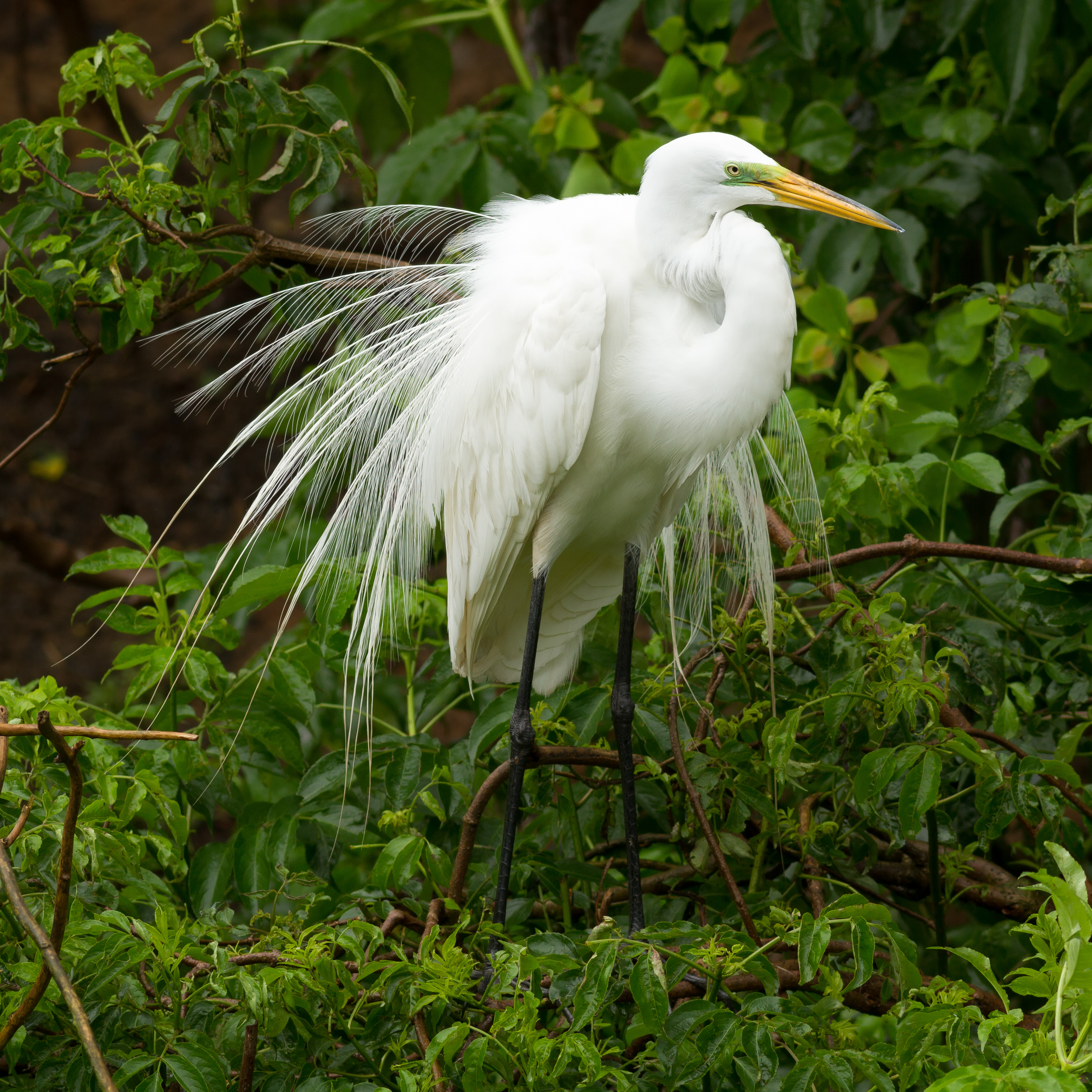
حواصیل سفید بزرگ که پرهای فصل تولید مثل را نشان می‌دهد که در کلاه سازی استفاده می‌شود

مارگارتا لوئیزا اسمیت در ۲۲ نوامبر ۱۸۶۰ در هایث، کنت، در خانواده ویلیام الیشا اسمیت و لوئیزا اسمیت به دنیا آمد. ویلیام اسمیت کاپیتان تفنگدار در رویال شروود فوزیلیرز بود که بعدها به جنگلبان شروود تبدیل شد و در مدرسه آموزش تفنگدار در هایث به عنوان آجودان مشغول به کار بود. اتا بزرگترین فرزند از سه فرزند بود و پس از او برادرش ادوارد و خواهرش ولترا مرسی قرار داشتند. مادر اتا در سال ۱۸۶۶ یک نوزاد مرده به دنیا آورد و در سال ۱۸۶۷ به همراه کودک تازه متولد شده هنگام تولد درگذشت. پدرش در همان سال با مری آن ولاستون ۲۶ ساله ازدواج کرد. اتا و مرسی (نام‌هایی که خواهران ترجیح می‌دادند نامیده شوند) ابتدا با کاپیتان اسمیت و همسر دومش در خانه جدیدشان در بلک هیث لندن زندگی می‌کردند. در همین زمان، کاپیتان اسمیت ارتش را ترک کرد و از سال ۱۸۶۸ تا زمان مرگش در سال ۱۸۹۹، منشی افتخاری انجمن بشارت شد. هدف این انجمن ترویج انجیل در شرایط سخت بود.

## تجارت پر
یک تهدید بزرگ برای پرندگان از اواخر قرن هجدهم تا درست پس از جنگ جهانی اول، تقاضی پر برای تزئین کلاه زنان بود. اگر چه برخی از راه پرورش شترمرغ به دست می‌آمد، تعداد زیادی از پرندگان وحشی برای تجارت کلاهدوزی کشته می‌شدند. بسیاری از گونه‌های دیگر نیز از مرغ مگس‌خوار گرفته تا لک‌لک و درنا در مد مورد استفاده قرار گرفتند.